# Bokermannohyla gouveai
A Bokermannohyla gouveai a kétéltűek (Amphibia) osztályának békák (Anura) rendjébe és a levelibéka-félék (Hylidae) családjába tartozó faj. A faj korábban a Hyla nemzetségbe tartozott, egy nemrégen történt felülvizsgálat eredményeképpen került át a Bokermannohyla nembe.

## Előfordulása
A faj Brazília endemikus faja. Természetes élőhelye a szubtrópusi vagy trópusi nedves hegyvidéki erdők, szubtrópusi vagy trópusi magashegyi bozótosok, folyók, legelők. A fajt élőhelyének elvesztése fenyegeti.

## Természetvédelem
Elterjedési területén belül terül el a Parque Nacional do Itatiaia nemzeti park.